# 甘珠尔巴格西·阿旺却吉甲木苏
甘珠尔巴格西·阿旺却吉甲木苏（1872年—1944年）出生在今青海塔尔寺附近，第四世甘珠尔巴格西活佛。

## 生平
阿旺却吉甲木苏出生在今青海塔尔寺附近。清朝同治十二年（1873年），被确认为甘珠尔巴格西活佛。民国33年（1944年），阿旺却吉甲木苏圆寂，享年73岁。